# NGC 4457
NGC 4457 é uma galáxia espiral barrada (SB0-a) localizada na direcção da constelação de Virgo. Possui uma declinação de +03° 34' 16" e uma ascensão recta de 12 horas, 28 minutos e 58,9 segundos.
A galáxia NGC 4457 foi descoberta em 23 de Fevereiro de 1784 por William Herschel.